# 温岭火车站站
温岭火车站站是台州市域铁路S1线的一个车站，位于中华人民共和国浙江省台州市温岭市大溪镇国铁温岭火车站东侧的站前广场内。该站于2022年12月28日启用。本站目前可与杭台高速铁路温岭站进行出站换乘。

## 车站结构
本站为高架三层侧式车站。

### 车站楼层
| 地上三层 | 侧式站台 | 侧式站台                                                                    | 侧式站台 | 侧式站台 |
|          | 一站台   | S1线 城南方向（下站：汇川王/快车：万昌路）                                  |          |          |
|          | 二站台   | S1线 台州火车站方向（下站：泽国/快车：恩泽医院）                            |          |          |
|          | 侧式站台 |                                                                             |          |          |
| 地上二层 | 站厅     | 售票机、客服中心、商店、警务室、安检设施 非付费区换乘通道连接国铁温岭火车站 |          |          |
| 地面     | 地面层   | 出入口                                                                      |          |          |

## 接驳交通
- 公交站点：火车换乘站
- 公交线路：1路（火车换乘-东湖公交站）、18路（火车换乘-东湖公交站）、311路（火车站-箬横车站）、341路（火车站-箬横车站）、412路（火车站-山市）、421路（火车站-大溪长途车站）、321路（火车站-滨海站）、521路（火车站-岙环停车场）、621路（火车站-坞根车站）、211路（火车站-松门车站）、231路（火车站-石塘车站）、232路（火车站-箬山车站）、泽1路（火车站-镇政府）、泽3路（火车站-镇政府）、泽6路（火车站-上蔡桥）、泽8路（火车站-泽牧路口）、泽9路（火车站-长桥）[3]

## 历史
本站工程名和正式站名均为温岭火车站站。

### 大事记
- 2023年5月26日12时至20时，本站站厅层开展“办卡零距离 出行无忧虑”一卡通业务服务活动[5]。
- 2023年6月16日10时至16时，本站开展安全生产宣传咨询日主题活动[6]。